# Biosphärenreservat Flusslandschaft Elbe-Mecklenburg-Vorpommern

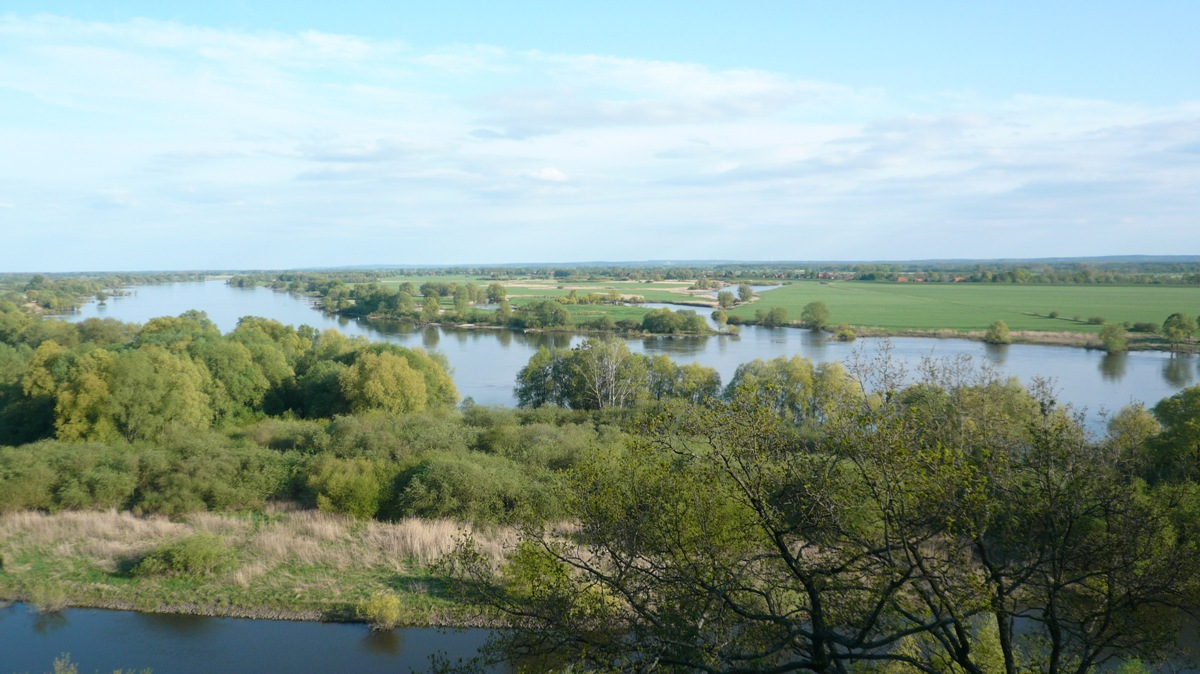
Blick vom Elwkieker in Vier bei Boizenburg

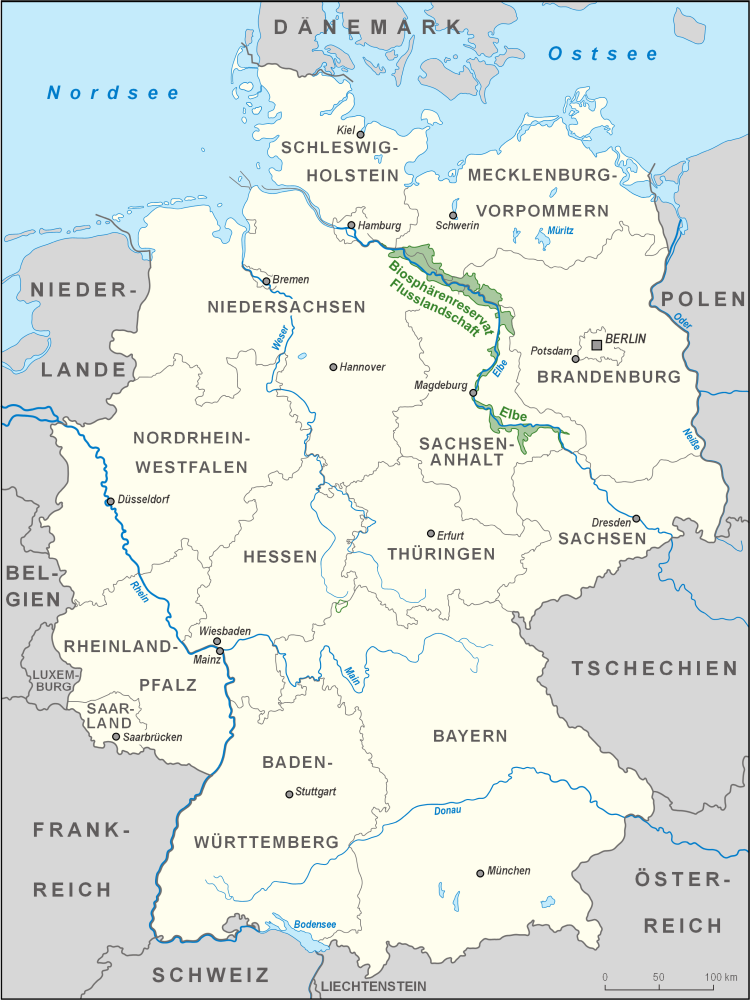
Lage des Biosphärenreservats Flusslandschaft Elbe

Logo des Biosphärenreservats

Das Biosphärenreservat Flusslandschaft Elbe-Mecklenburg-Vorpommern ist Teil des länderübergreifenden UNESCO-Biosphärenreservates Flusslandschaft Elbe.
Es erstreckt sich in Mecklenburg-Vorpommern rechtselbisch zwischen der Landesgrenze zu Brandenburg bei Dömitz (Flusskilometer 502–511), entlang der Landesgrenze zu Niedersachsen bei Amt Neuhaus und weiter bis zur Landesgrenze zu Schleswig-Holstein bei Lauenburg (Flusskilometer 555–565). Bedingt durch die abgeschiedene innerdeutsche Grenzlage konnte sich hier in den letzten Jahrzehnten eine für Mitteleuropa einmalige Flussauenlandschaft weitgehend naturnah erhalten. Zum weiteren Erhalt der im Vergleich mit anderen großen deutschen Strömen naturnahen Flusslandschaft wurde ein Verbund gebildet. Die fünf Bundesländer Brandenburg, Mecklenburg-Vorpommern, Niedersachsen, Sachsen-Anhalt und Schleswig-Holstein taten sich zusammen, um auf über 400 Flusskilometern das Elbetal mit seinen weiten Auen wirkungsvoll zu schützen. Es wurde 1997 zum länderübergreifenden Biosphärenreservat erklärt. Die Fläche des UNESCO-Biosphärenreservates Flusslandschaft Elbe-Mecklenburg-Vorpommern beträgt 461 km².

## Geschichte
Der mecklenburgische Teil des UNESCO-Biosphärenreservates ging aus dem Naturpark Mecklenburgisches Elbetal hervor. Mit Verordnung des „Gesetzes über das Biosphärenreservat Flusslandschaft Elbe Mecklenburg-Vorpommern“ vom 15. Januar 2015, mit Veröffentlichung am 23. Januar 2015 im Gesetz- und Verordnungsblatt des Landes Mecklenburg-Vorpommern, wurde ein großer Teil des Naturparks als UNESCO-Biosphärenreservat „Biosphärenreservat Flusslandschaft Elbe-Mecklenburg-Vorpommern“ landesrechtlich gesichert. 
Seit dem 1. Februar 2015 wird das Biosphärenreservat gemeinsam mit dem UNESCO-Biosphärenreservat Schaalsee als Biosphärenreservatsamt Schaalsee-Elbe mit Sitz in Zarrentin am Schaalsee verwaltet. Das Amt betreibt in Boizenburg/Elbe eine Außenstelle.

## Ökologie

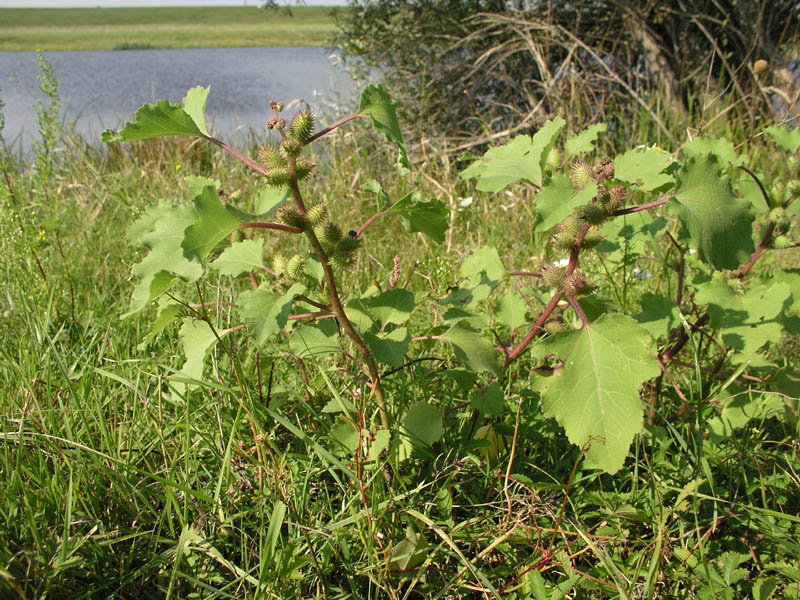
Elbspitzklette

Im Naturraum Untere Mittelelbeniederung gelegen, umfasst das Gebiet im Wesentlichen den mecklenburgischen Teil des eiszeitlich geformten Elbeurstromtals. Neben der Elbe bei Boizenburg und Dömitz mit ihren Auen, Altarmen und Feuchtgrünländern sind vor allem die ausgedehnten Niederungen zahlreicher Nebenflüsse, wie die Schaale, Sude, Krainke, Rögnitz, Löcknitz und die Müritz-Elde-Wasserstraße, sowie die Binnendünengebiete bei Boizenburg (Gothmann) und Dömitz (Klein Schmölen) landschaftsprägend. Beeindruckend sind die saalezeitlichen Hochflächen mit ihren steilen Elbuferhängen bei Boizenburg (Vier) und Rüterberg (Dömitz). Dort bieten Aussichtstürme eine weite Panoramasicht auf die Elbaue.
Folgende besonderen Tier- und Pflanzenarten kommen im Großschutzgebiet vor:
Als Pioniervegetation im Uferbereich, in den Buhnenfeldern und Flutrasen der Elbe sind zum Teil gefährdete Stromtalpflanzen wie die Elbspitzklette, der Wiesen-Alant oder der Kantenlauch zu finden.
Über 228 Vogelarten wurden im Gebiet nachgewiesen, u. a. Weiß- und Schwarzstorch, Seeadler, Rotmilan, Uhu, Zwerg- und Singschwan, Waldsaat- und Blässgans, Kranich, Rohrdommel, Wachtelkönig, Zwergsäger, Knäk-, Spieß-, Schell- und Pfeifente, Eisvogel sowie Schwarz- und Braunkehlchen. An den trockenen, teilweise offenen Binnendünen mit zahlreichen geschützten Magerrasenpflanzen wie Karthäusernelke und Blauschillergras und wärmeliebenden Insekten, leben auch der geschützte Ameisenlöwe, zahlreiche Wildbienenarten sowie Sand-, Grab- und Schlupfwespen. In der Lübtheener Heide kommen seit 2006 Wölfe vor, seit 2014 gibt es die ersten Nachweise für Wolfswelpen. Im gesamten Gebiet sind der Elbe-Biber und der Fischotter flächendeckend anzutreffen. 
In den nährstoffarmen Bächen und Flüssen kommt die Kleine Flussmuschel vor und in Qualmwassertümpeln finden sich Blattfußkrebse wie Schuppenschwanz und Kiemenfuß. Ebenso gibt es in den Gewässern Nachweise von Aal, Rapfen, Steinbeißer, Groppe, Weißflossengründling, Flussneunauge, Bachneunauge, Meerneunauge und Lachs.